# Opération Ivy
Pour les articles homonymes, voir Ivy.

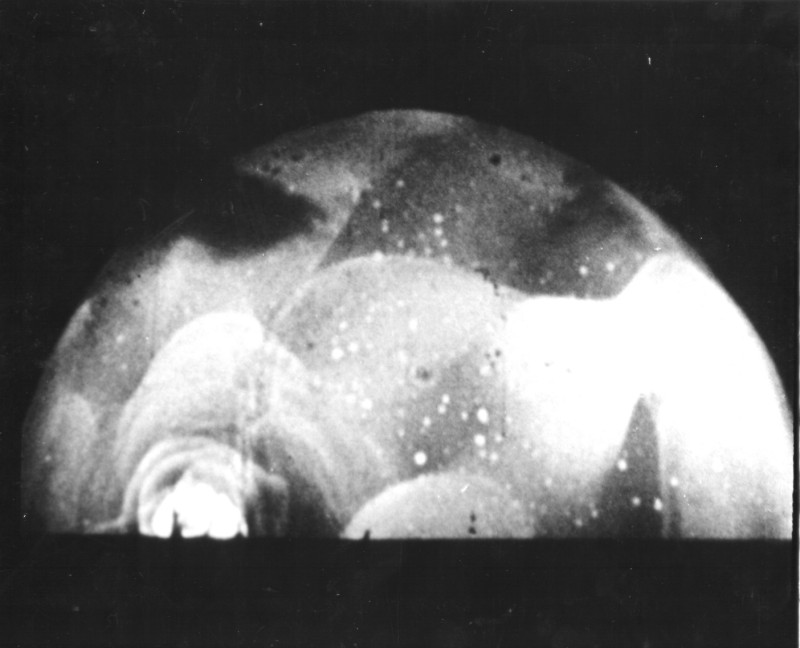
Boule de feu de la première bombe H (essai Ivy Mike, 31 oct. 1952).

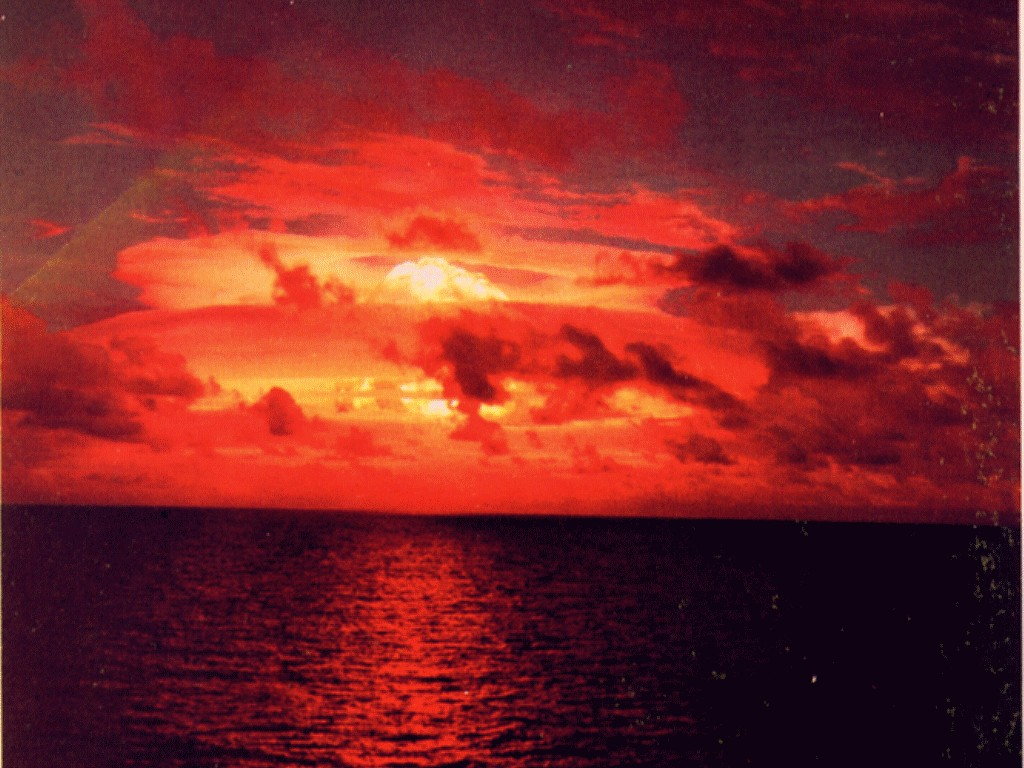
Expansion de la boule de feu et apparition du champignon atomique (essai Ivy Mike, 31 oct. 1952).

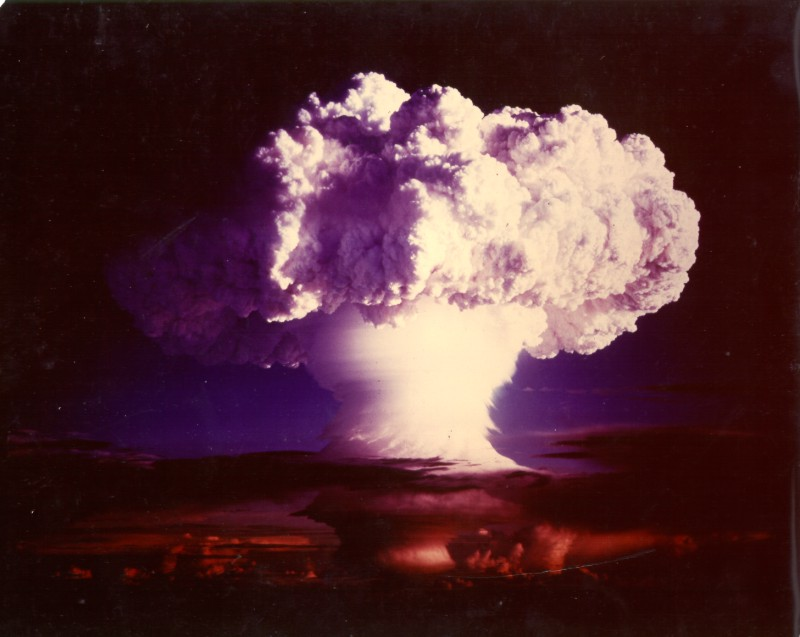
Expansion de la boule de feu et apparition du champignon atomique (essai Ivy Mike, 31 oct. 1952).

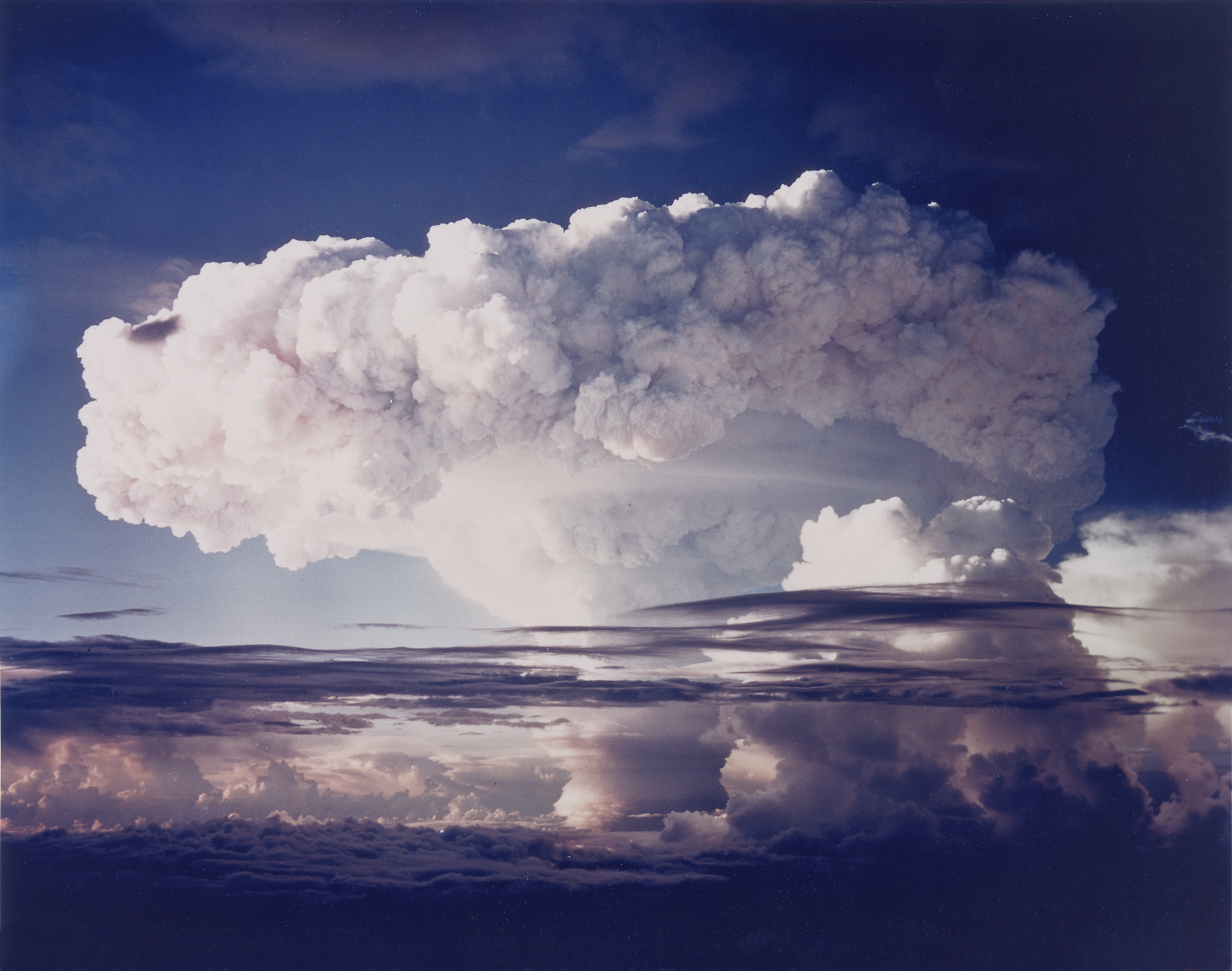
Expansion du champignon atomique dans la haute atmosphère (essai Ivy Mike, 31 oct. 1952).

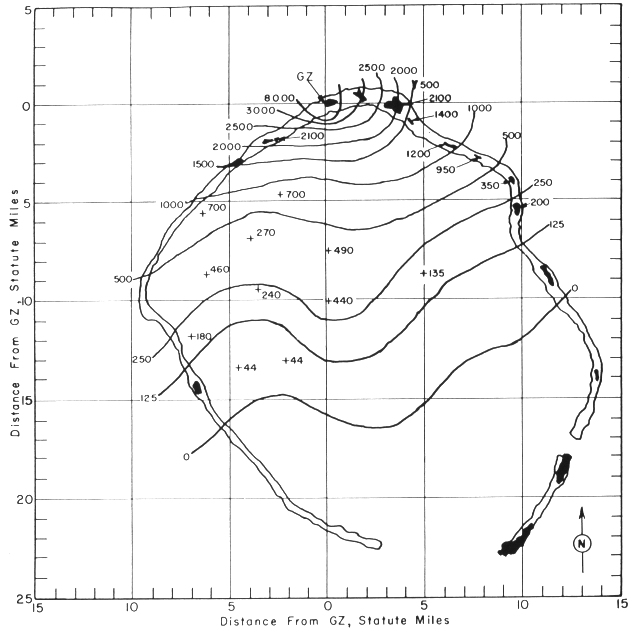
Carte de l'intensité des radiations mesurées quelques heures après l'explosion.

L’opération Ivy est le nom donné à deux essais nucléaires américains qui a, dans les années 1950, inauguré l'ère thermonucléaire et favorisé le durcissement de la Guerre froide. Cette opération a vu le premier « vrai » essai thermonucléaire, dont le nom de code était Ivy Mike (« Mike » rappelant l'initiale M pour mégatonne). Cette opération constitue la huitième série d’essais nucléaires des États-Unis, venant après l'opération Tumbler-Snapper et avant l'opération Upshot-Knothole.

## Histoire
Les États-Unis, après la Seconde Guerre mondiale, sont entrés dans une course aux armements avec l'URSS, le Royaume-Uni et la France. Dans les années 1950, les États-Unis ont notamment développé un double programme stratégique de création et de test d'armes atomiques beaucoup plus puissantes que celles d'Hiroshima et de Nagasaki, armes nouvelles dont le président des États-Unis Harry S. Truman, le 31 janvier 1950, a vanté une puissance supérieure à celle développée par tous les explosifs utilisés lors des deux guerres mondiales réunies et un rendement meilleur que toutes les armes atomiques à fission jamais explosées jusqu'alors, au moment où il demandait aux militaires d'intensifier leurs efforts pour des bombes encore plus puissantes

« Il est de mon devoir en tant que Commandant en chef des forces armées de m'assurer que notre pays est capable de se défendre contre tout agresseur. En conséquence, j'ai ordonné à l'AEC de continuer son travail sur toutes les formes d'armes atomiques, y compris ce qui est appelé la bombe à l'hydrogène ou la super bombe,. »

Deux nouvelles bombes (les plus puissantes pour cette époque) ont donc été préparées par le Comité Panda (Panda Committee) dirigé par J. Carson Mark à Los Alamos, pour être testées à la fin de 1952 dans une zone isolée de l'océan Pacifique : c'est l'opération Ivy, qui aboutit aux essais d'explosions en surface et aérien de deux bombes sur l'île d'Elugelab et sur l'atoll d'Eniwetok, en octobre et novembre 1952.
| Essai              | Date                                                                               | Lieu                                                            | Puissance       | Remarques |
| ------------------ | ---------------------------------------------------------------------------------- | --------------------------------------------------------------- | --------------- | --- |
| Ivy Mike (ou Mike) | 1er novembre 1952 à 7 h 15 (temps local), soit 31 octobre à 19 h 15 GMT en Europe  | Île d'Elugelab, Eniwetok                                        | 10,4 mégatonnes | Première bombe à hydrogène. Elle a vaporisé une partie de l'île d'Elugelab et a laissé un cratère vitrifié d'environ 1 km de large dans l'atoll. Le « combustible » de fusion thermonucléaire (deutérium liquide) était refroidi par un coûteux et encombrant système cryogénique. Cette bombe était trop lourde pour être déployée comme arme. Elle a servi à démontrer la puissance militaire des États-Unis et leur capacité à maîtriser la fusion nucléaire, utilisable pour d’autres armes bien plus puissantes que les premières bombes atomiques (500 fois la puissance de la bombe lâchée sur Nagasaki dans ce cas précis). |
| Ivy King (ou King) | 16 novembre 1952 à 11 h 30 (temps local), soit 15 novembre à 23 h 30 GMT en Europe | essai aérien (2000 pieds), au nord de l'ile de Runit (Eniwetok) | 500 kilotonnes  | Cette bombe, également baptisée Super Oralloy bomb, était la plus puissante bombe à fission nucléaire jamais construite à l'époque. La fission permet aussi la « fusion de sauvegarde » de l'arme en cas d'échec du tir. Son rendement est sensiblement moindre que celui d'une bombe à hydrogène, mais reste de 25 à 40 fois plus élevé que les armes larguées pendant la Seconde Guerre mondiale. |

## Impacts environnementaux
L'explosion d'Ivy Mike est si puissante que son plasma produit des éléments encore inconnus : deux nouveaux isotopes du plutonium (plutonium 244 et plutonium 246) et de nouveaux métaux lourds (einsteinium et fermium). Le sol est vaporisé sur une zone circulaire de 1 km de rayon et laisse un énorme trou vitrifié. Des impacts environnementaux semblent inévitablement avoir eu lieu sur l'environnement marin proche et moins proche. Une pollution de l'atmosphère a également été inévitable. Il ne semble pas exister de documents publics précis sur cette question.
Une expédition océanographique a travaillé dans ce secteur après l'explosion, avec à bord des spécialistes du nucléaire militaire. L'atoll d'Eniwetok n'a été nettoyé qu'à la fin des années 1970, près de 20 ans après l'explosion : un vaste dôme de béton y a été construit.

## Impacts sanitaires
Il est permis de penser que le personnel associé à la fabrication de la bombe, aux essais et surtout au nettoyage du site (dans les années 1970) a pu subir des taux importants de radiation, ou inhaler ou avaler des radioparticules : isotopes radioactifs de plutonium, de cobalt et de strontium (extrêmement toxiques à faibles doses s'ils sont ingérés ou s'ils pénètrent le corps).

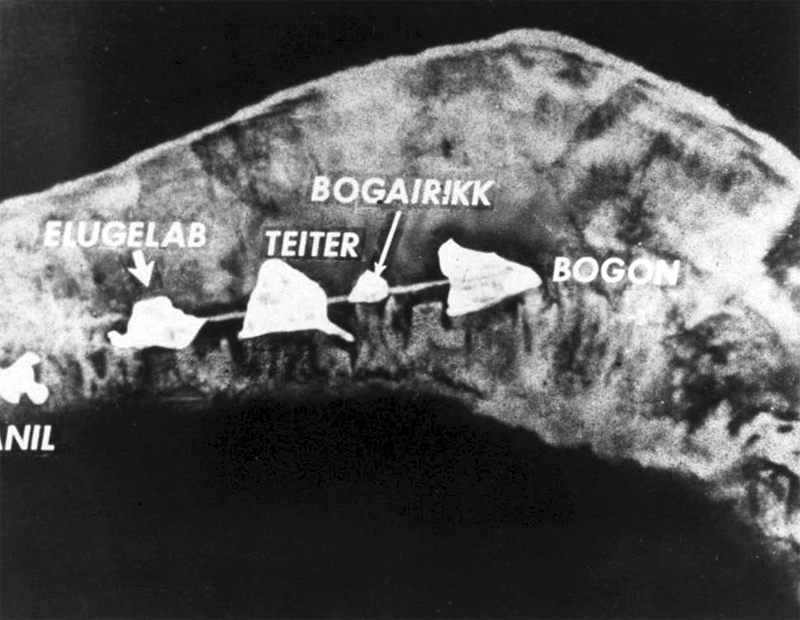
Aspect du haut des airs de l'île d'Elugelab avant l'essai Ivy Mike.
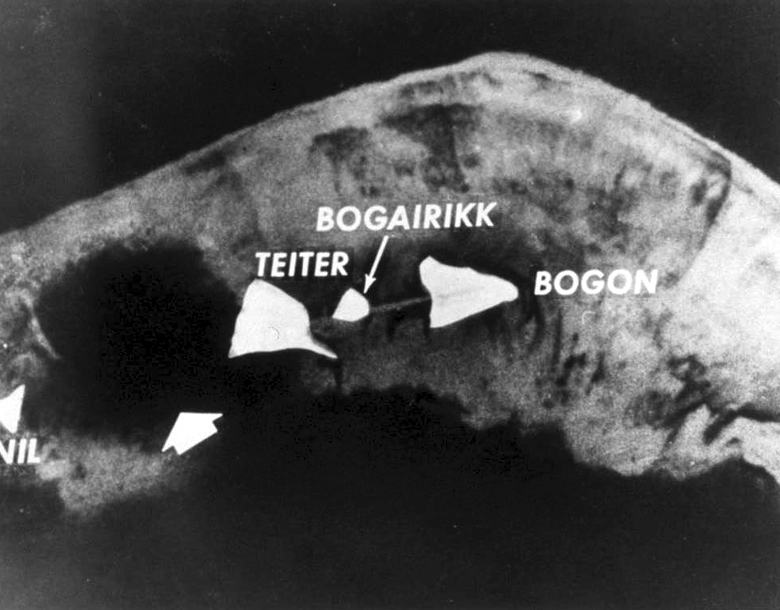
Aspect du haut des airs de l'île d'Elugelab après l'essai Ivy Mike.
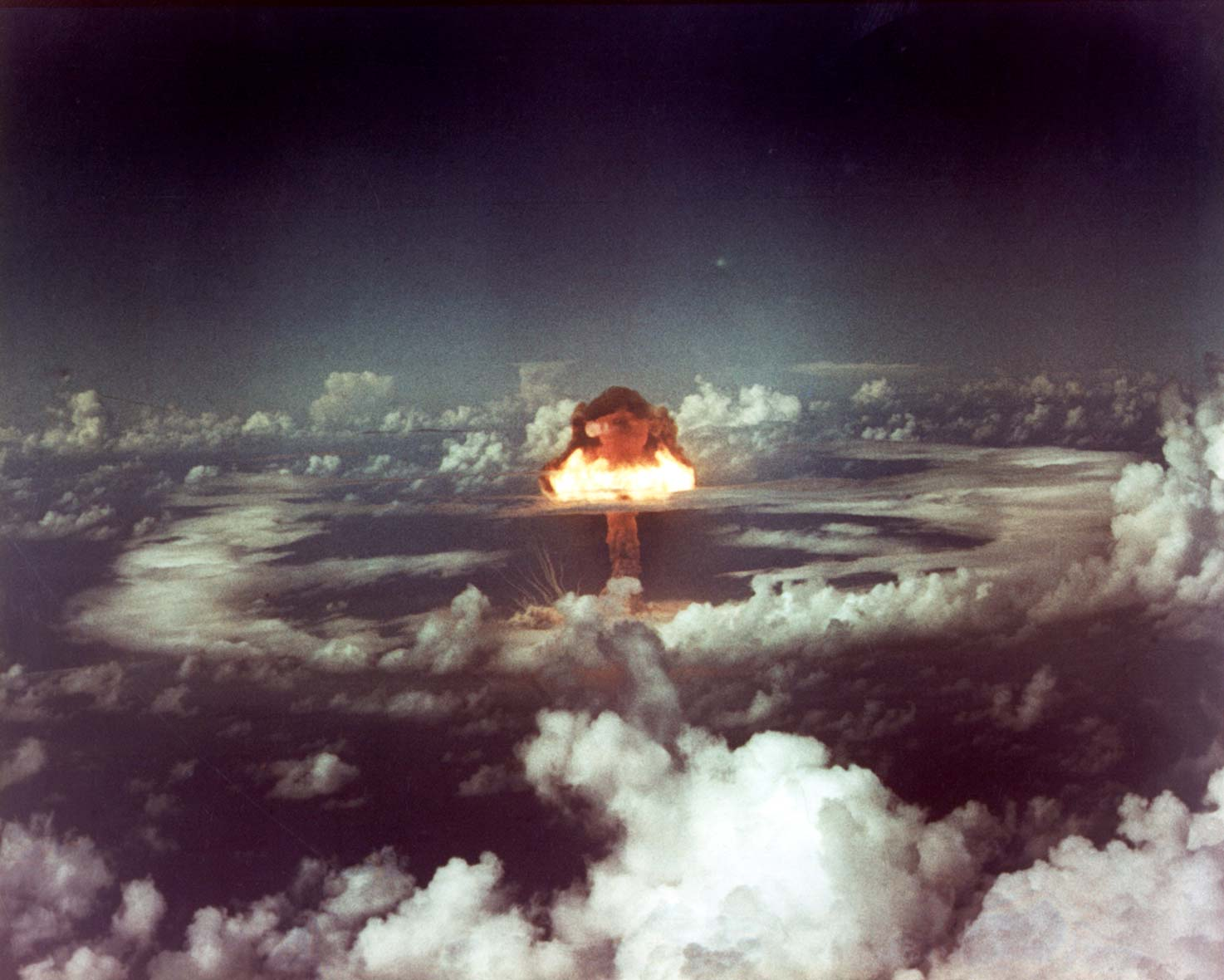
Champignon causé par l'essai Ivy King.

### Citations originales
1. ↑  (en) « It is part of my responsibility as Commander in Chief of the Armed forces to see to it that our country is able to defend itself against any possible aggressor. Accordingly, I have directed the AEC to continue its work on all forms of atomic weapons, including the so-called hydrogen or Super bomb. »